# Diecezja Hinche
Diecezja Hinche (łac. Dioecesis Hinchensis) – katolicka diecezja na Haiti należąca do archidiecezji Cap-Haïtien. Została erygowana 20 kwietnia 1972 roku.

## Ordynariusze
- Jean-Baptiste Décoste (1972–1980)
- Léonard Pétion Laroche (1982–1998)
- Louis Kébreau, S.D.B. (1998–2008)
- Simon-Pierre Saint-Hillien C.S.C. (2009–2015)
- Désinord Jean (od 2016)